# Miami Dade College
Miami Dade College (MDC) é uma faculdade pública em Miami, Flórida. Fundada em 1959, possui um total de oito campus e vinte e um centros de divulgação em todo o condado de Miami-Dade. É a maior faculdade da sistema Florida College System com mais de 100.000 alunos e a segunda maior faculdade ou universidade dos Estados Unidos. O Miami Dade College matricula um número significativamente maior de alunos hispânicos a cada ano em comparação com outras faculdades e universidades no estado da Flórida. O Miami Dade College possui 8 campus diferentes que compõem a faculdade, sendo o primeiro o Campus Norte.

## História
Inicialmente estabelecido na fazenda de uma escola secundária do condado, o Dade County Junior College e, mais tarde, o Miami Dade Community College - como era anteriormente conhecido - teve seu início modesto. Como a maioria das organizações da época, era uma instituição segregada. Não foi até 1962 que a dessegregação teve efeito total; alunos negros e brancos podiam compartilhar horários completos. Em 1963, o primeiro prédio novo foi construído e Peter Masiko se tornaria presidente pelos próximos 18 anos. Com o passar dos anos, mais campus começaram a abrir em todo o condado: o Campus Kendall e o Campus Wolfson.
Inicialmente, a faculdade tinha uma política de admissão aberta, o que significa que qualquer pessoa que pudesse pagar tinha permissão para estudar no campus. Com isso, a faculdade teve como objetivo aprimorar a sua postura acadêmica junto aos ex-alunos. Para estimular esse movimento, foi construído um Centro Médico para alunos dos programas Allied Health and Nursing (RN). Como o número de exilados e refugiados cubanos começou a aumentar em 1980, um centro de extensão foi construído na cidade de Hialeah. Isso permitiu aos refugiados e imigrantes oportunidades educacionais que eles não seriam capazes de alcançar de outra forma. Outro centro de extensão, o centro Interamericano, foi construído para acomodar a educação bilíngue. O Campus Homestead foi construído em 1990 em Homestead para aliviar as preocupações dos alunos que precisam dirigir até ao Campus Kendall em Miami. Em meados da década de 1990, a faculdade começou a depender fortemente da Miami Dade College Foundation quando o legislativo da Flórida reduziu o orçamento educacional do estado. A faculdade também teve que descobrir novas maneiras de recrutar alunos e começou sua campanha de "Alunos de Sucesso" no final da década de 1990, divulgando o sucesso dos ex-alunos da faculdade para futuros alunos locais.
A partir de 2001, a faculdade implementou um plano estratégico para renovar a faculdade e as suas objetivos de recrutamento. Em 2002, a faculdade encerrou seu Programa de Honras e criou o The Honors College para talentosos graduados do ensino médio.  O Honors College é uma representação dos alunos mais dotados academicamente do Miami Dade College em diferentes áreas e foi originalmente baseado em três campus maiores (Wolfson, Kendall e North). Em 2006, o Miami Dade College ultrapassou 1,5 milhões de alunos matriculados ao longo da sua história. Em 2007, o The Honors College se expandiu para o Campus Interamericano com o Programa de Honras de Língua Dupla do The Honors College para atender às necessidades da crescente população de língua espanhola nos Estados Unidos e no exterior. O Programa Dual Language Honors abriu as suas portas para alunos bilíngues que desejavam continuar as suas carreiras com fluência profissional nos idiomas inglês e espanhol. Em 2009, o Programa de Língua Dupla do MDC Honors College recebeu o mérito de Inovação do Ano no Departamento de Ensino e Aprendizagem da League for Innovation. Em 2018, Miami Dade foi premiada e reconhecida por seu caminho para a mobilidade econômica e social pelo Aspen Institute. O prêmio recebido foi o Prêmio Aspen de US$ 1 milhão.
Em 2021, Eduardo Padron foi sucedido por Madeline Pumariega como presidente do colégio. Ele ocupava o cargo desde 1995.
| Campus                                          | Ano de abertura                | Alunos | Tamanho   | Localização                   |
| ----------------------------------------------- | ------------------------------ | ------ | --------- | ----------------------------- |
| Carrie P. Meek Entrepreneurial Education Centre | 1989                           | 2.500+ | N / D     | Liberty City Miami            |
| Hialeah Campus                                  | 1980 2005 (designação oficial) | N / D  | 8 acres   | Hialeah                       |
| Homestead Campus                                | 1990                           |        | 18 acres  | Homestead no centro da cidade |
| Campus Eduardo J. Padron (Campus Principal)     | 1986 2001 (designação oficial) | 6.500  | 4 acres   | Pequena Havana, Miami         |
| Campus Kendall                                  | 1967                           | 66.500 | 185 acres | Kendall, Miami                |
| MDC-Oeste                                       | 2005                           | N / D  | 10 acres  | Doral                         |
| Campus Médico                                   | 1977                           | N / D  | 4,3 acres | Allapattah, Miami             |
| Campus Norte                                    | 1960                           | 41.000 | 245 acres | Westview                      |
| Campus Wolfson Campus                           | 1970                           | 27.000 | 15 acres  | Downtown Miami                |

O Miami Dade College tem sete campus e dois centros, sendo seu campus principal o Campus Wolfson no centro de Miami. Esses oito campus e vários centros de extensão estão localizados em todo o condado de Miami-Dade. O Honors College está atualmente representado em quatro campus, com um novo programa bilíngue (inglês-espanhol) no Campus Padron. Todos os campus têm escolas diferentes para várias disciplinas (engenharia, empresas, etc. ) Alguns campus também operam programas de matrícula dupla para alunos do ensino médio. A maioria dos campus também tem cursos preparatórios para a faculdade ou inglês como segunda língua (ESL) que ajudam os alunos a passar no teste de colocação computadorizado (CPT) exigido para admissão e prova que os futuros alunos estão qualificados para fazer matemática de nível universitário e cursos de inglês.

### Campus Norte

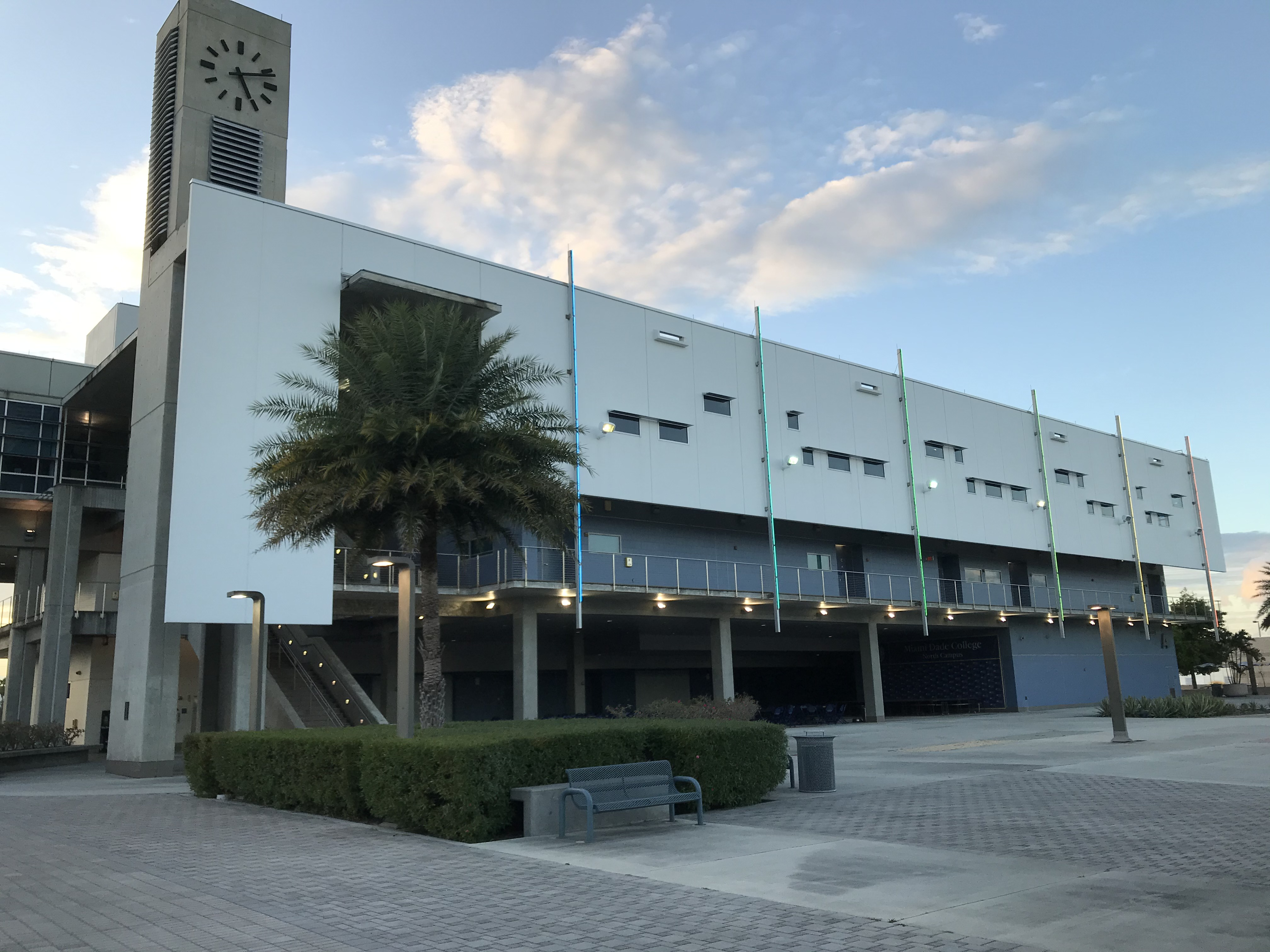
Complexo Científico do Campus Norte de Miami Dade

O Campus Norte tem programas especializados que treinam futuros bombeiros, policiais e pessoal de serviço médico de emergência. Possui também uma Escola de Entretenimento e Tecnologia de Design. Este campus tem parceria com a Florida Agricultural and Mechanical University (FAMU) para programas de engenharia. O Campus Norte opera o Centro de Educação Empresarial Carrie Meek em Liberty City. O campus também oferece um diploma de Bacharelato em Ciências Aplicadas em Segurança Pública que está alojado na Escola de Justiça.

### Campus Kendall
A campus Kendall abriga as equipas atléticas da faculdade. O campus de 185 acres (75 ha) foi inaugurado em 1967. É a casa do Honors College e da Miami Dade College Foundation. Além da experiência do Latin Jazz sendo realizada no Campus Kendall, eles também permitem que os alunos recebam horas de serviço comunitário que podem ser aplicadas ao seu diploma por meio do CSI e dos Acampamentos de Justiça Processual para jovens, incluindo aqueles com deficiência.

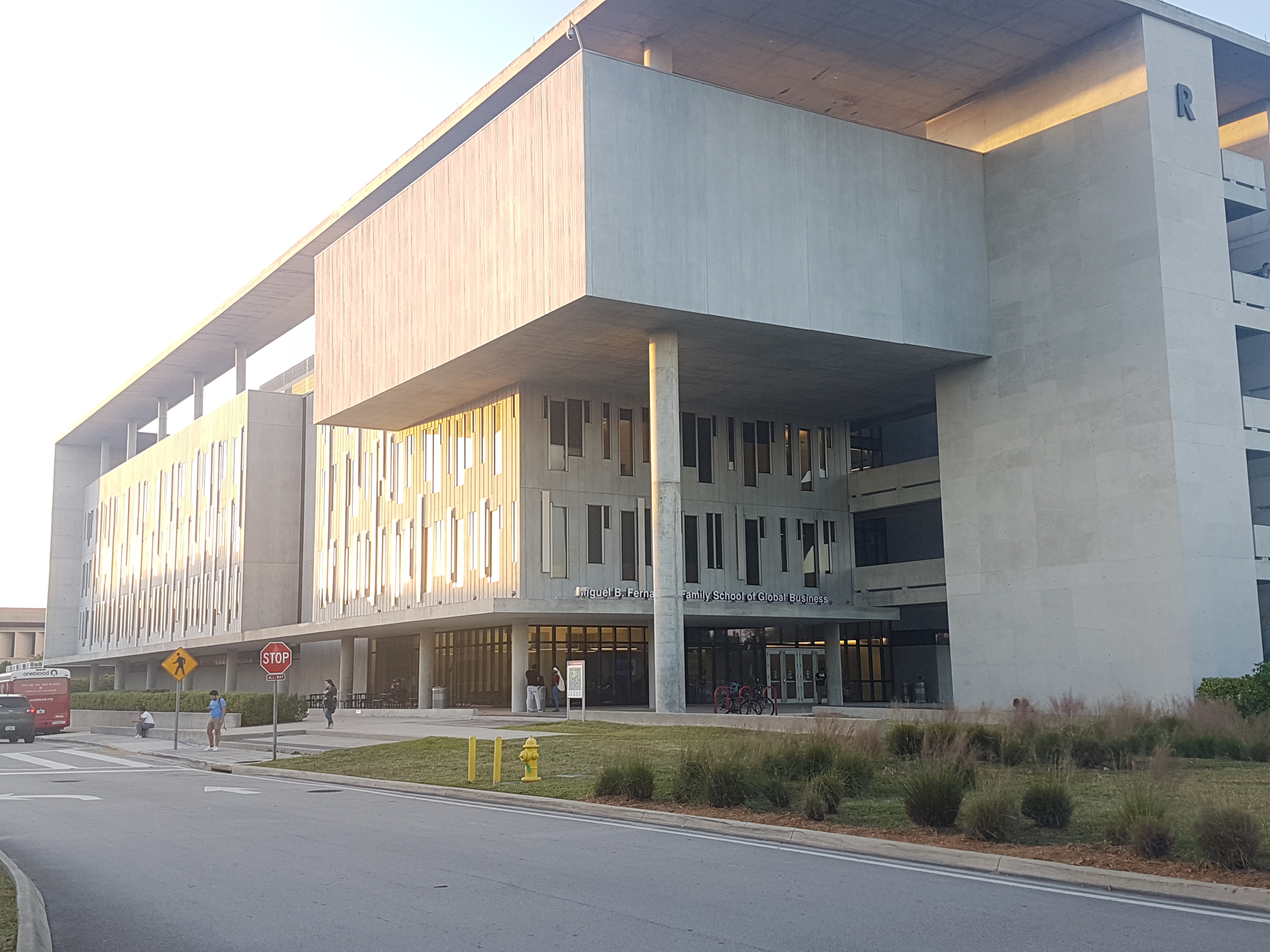
Campus Kendall - Edifício R

### Campus Wolfson
O Campus Wolfson foi inaugurado em 1970 e é o único campus urbano completo da cidade. Localizada nos centros financeiros, governamentais, tecnológicos e culturais da cidade, Wolfson educa mais de 27.000 alunos a cada ano. O programa Wolfson Campus da MDC foi projetado para Acelerar, Reter, Completar com Oportunidades e Suporte e tem como objetivo criar uma rede de suporte para 600 alunos STEM. Todos os anos, este campus hospeda a Miami Book Fair International, o maior festival literário do país. O Miami Culinary Institute of Miami Dade College está localizado neste campus, onde oferece um Programa Aprendiz de Chefs, Gestão de Artes Culinárias e um Associado em Ciências. É um projeto arquitetônico de vários milhões de dólares.
O objetivo é manter os hispânicos e outros alunos de baixa renda de alta necessidade engajados no programa. O campus possui duas galerias de arte, uma biblioteca e dois pátios com computadores. O Campus Wolfson também oferece programas de estudos empresariais e paralegais.

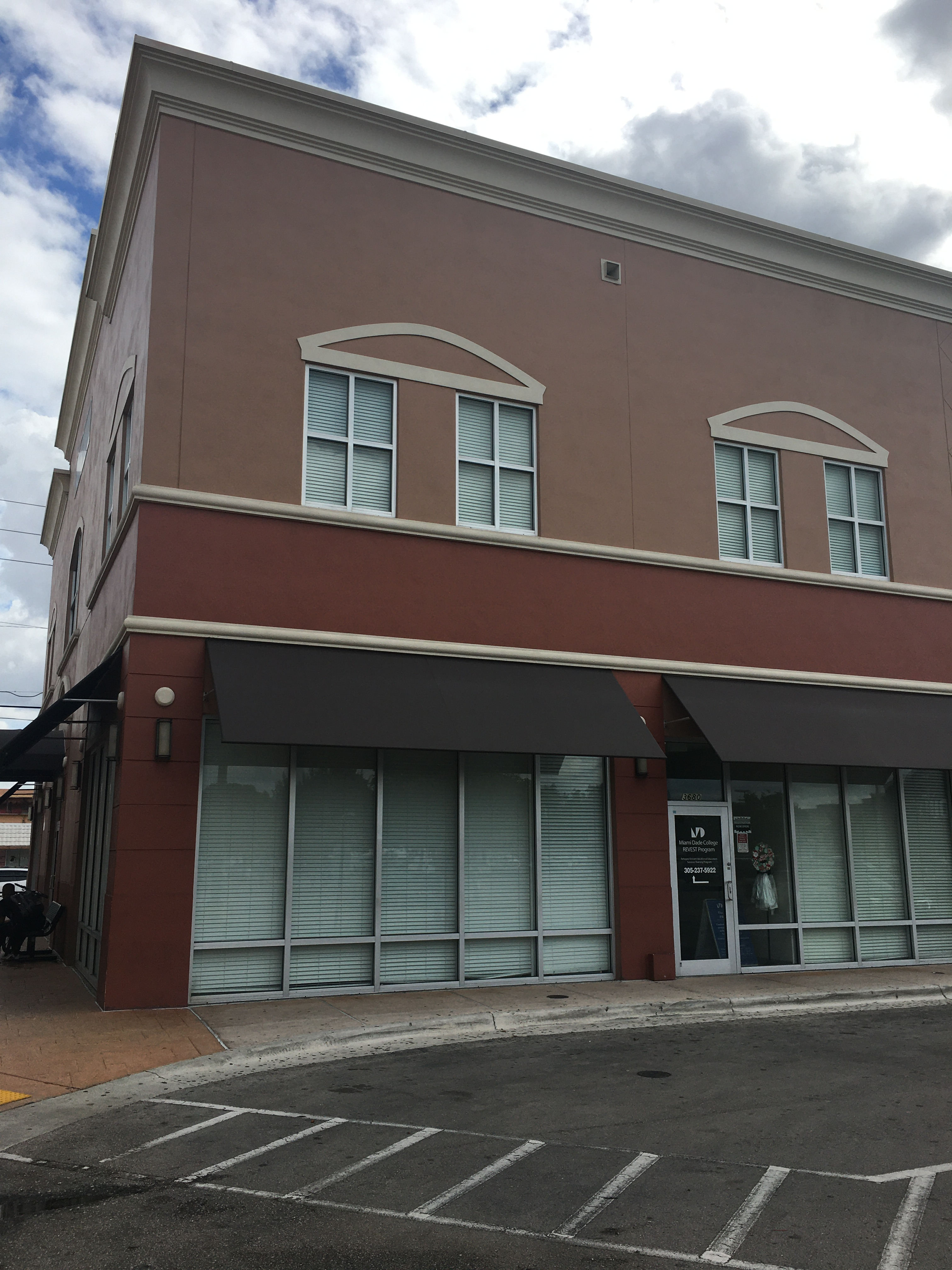
Hialeah Outreach Center, localizado na 3680 W 16 Ave Hialeah, Fl 33012. Casa do Programa MDC REVEST

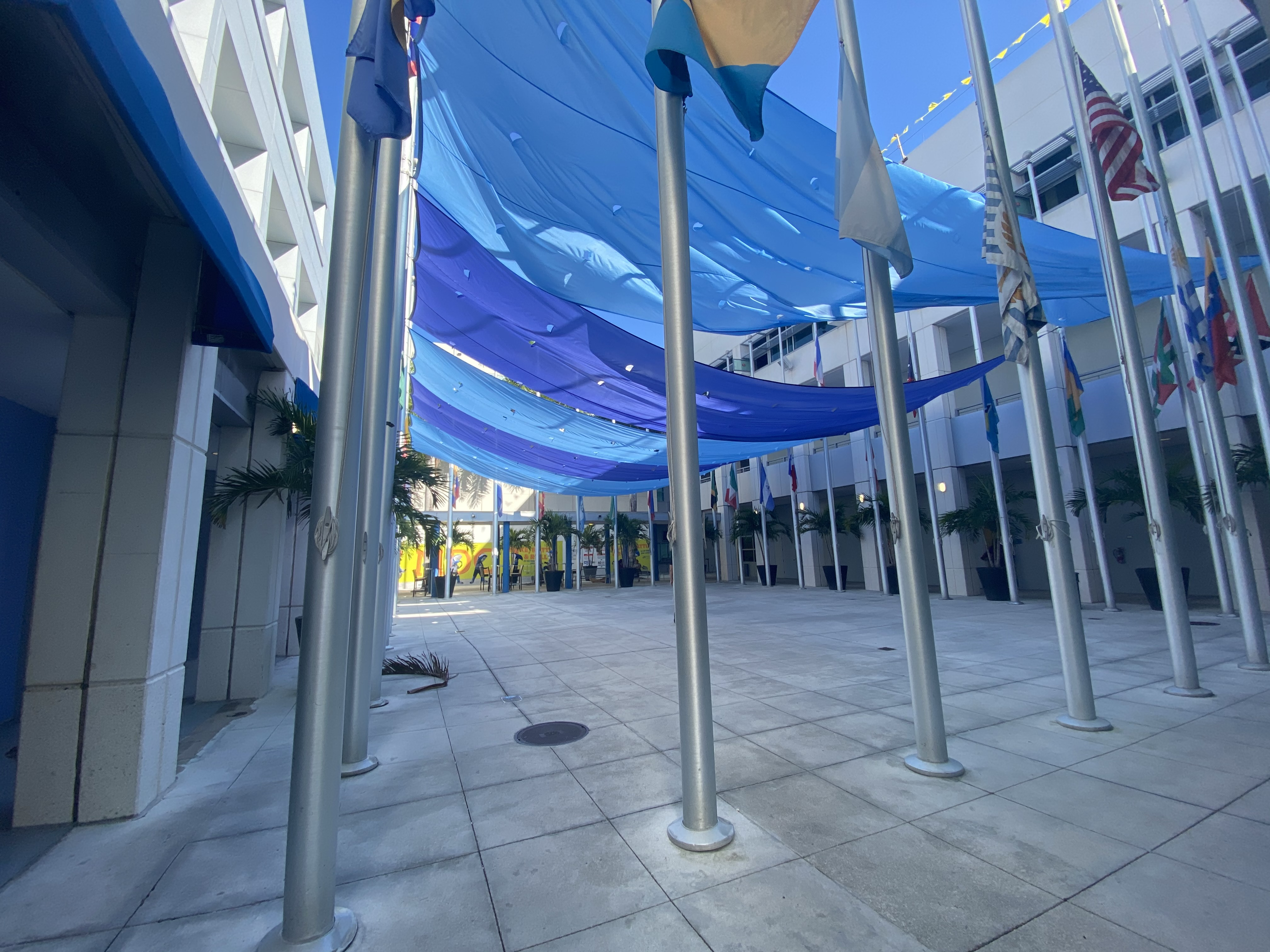
Centro de Bandeiras no Campus Padrón

### Centro médico
Miami Dade College abriu seu campus médico em 1977. Localizada no Distrito Médico de Miami, próximo ao centro de Miami, treina alunos nas áreas de Enfermagem (BSN/RN) e Allied Health, concluindo o Associate in Applied Science e o diploma escolar que lhes permitirá o ingresso imediato em profissões da saúde. O Medical Campus também oferece cursos de bacharelado. O campus compartilha o seu complexo com a Escola de Medicina da Universidade de Miami, o Jackson Memorial Hospital, o Veterans Administration Hospital e o Miami Dade College Public Health Service Este campus também oferece um hospital de simulação que inclui 8 salas de cirurgia médica, 2 salas de OB, 2 salas de pediatria, 9 salas de debriefing, 1 sala de cirurgia, 1 ambulância simulada, 10 salas de exame e 1 apartamento, bem como 17 simuladores de paciente humano de alta fidelidade.
O Homestead Campus contém o programa de aviação da faculdade, uma das treze escolas do país com status ATC-CTI (Iniciativa de Treinamento Colegiado de Controle de Tráfego Aéreo) pela Federal Aviation Administration (FAA). Também possui, além do Campus Médico, a Escola de Enfermagem Benjamin Leon, que treinou mais de cinquenta por cento das enfermeiras no condado de Miami-Dade.

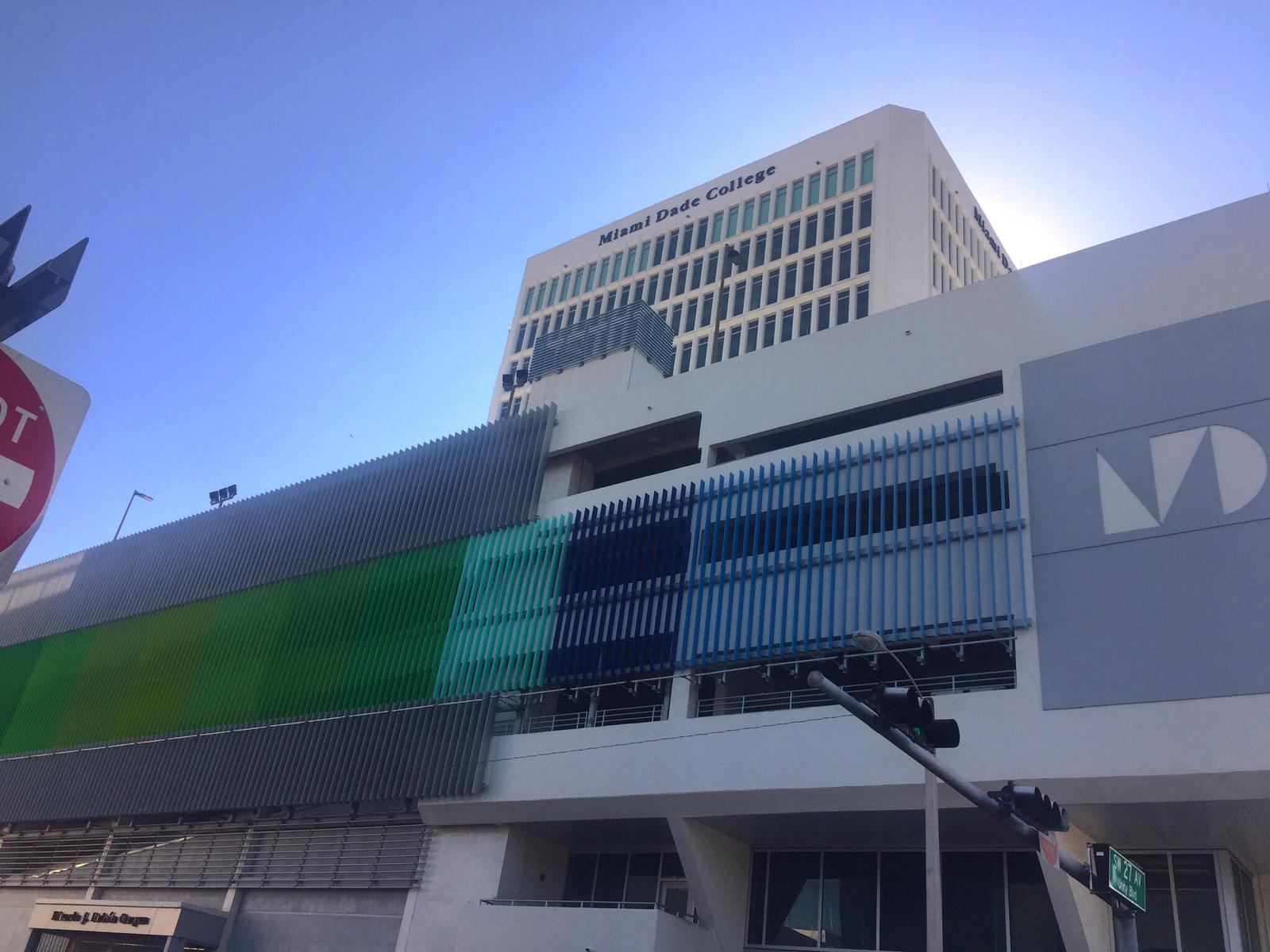
Edifício 6 que está localizado no campus Eduardo J. Padron do Miami Dade College, a minutos do centro de Miami

### Campus Eduardo J. Padrón
O Campus Eduardo J. Padrón é o sexto campus criado pelo Miami Dade College. Antes era conhecido como campus InterAmericano, mas mais tarde foi mudado para Eduardo J Padrón em homenagem ao presidente do MDC estar com a faculdade desde 50 anos. Este campus foi criado em 1972, mas não obteve o status de "campus" até 27 de março de 2001. Este campus contém a Escola de Educação, que oferece graus de Bacharelato em Ciências (BS).

### Escola de Artes do Novo Mundo
A Escola de Artes do Novo Mundo é uma escola secundária e uma faculdade que se concentra em artes visuais, teatro, dança e música. Os requisitos de admissão incluem uma audição ou revisão do portfólio de arte do candidato. Além da Escola de Artes do Novo Mundo e do MEEC, há dezanove outros centros de extensão do MDC.

### Campus Hialeah

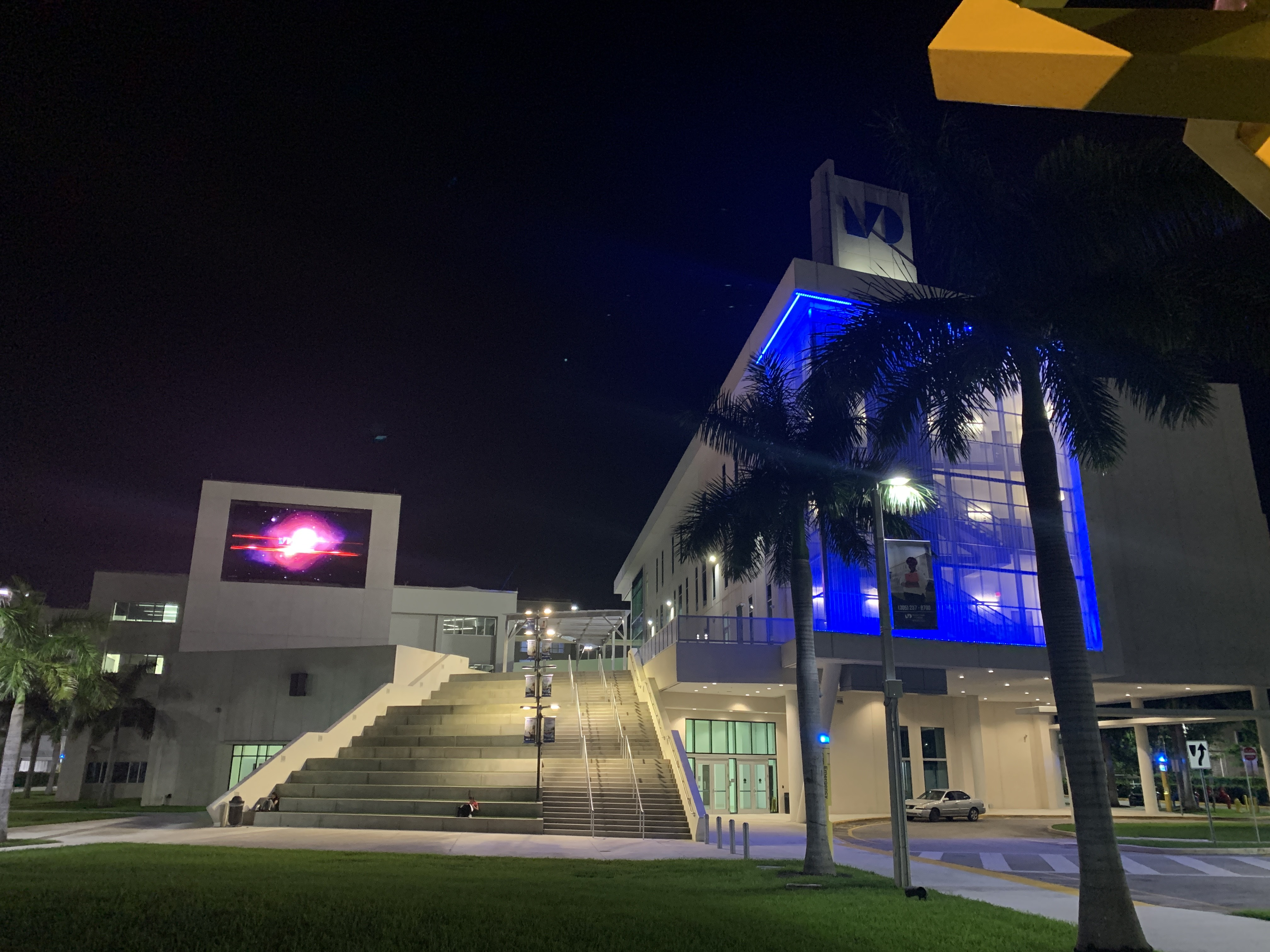
Esta é uma visão noturna do Campus Hialeah Miami Dade

O Campus Hialeah é uma antiga extensão do Campus Norte, abriga um amplo e abrangente programa de treinamento de inglês para falantes de outras línguas em vários formatos de instrução. A construção de um estacionamento para 1.000 carros e um novo prédio com salas de aula, laboratórios de ciências e serviços estudantis foi concluída em 2014. O Campus Hialeah oferece programas associados e o Bacharelado em Ciências Aplicadas em Supervisão e Gestão. O campus tem dois prédios: o Prédio 1 tem quatro andares e os visitantes encontrarão a biblioteca, livraria, escritório de segurança pública, refeitório, Serviços ao Aluno, Vida do Estudante, Serviços de Rede e Mídia, departamento de testes e algumas salas de aula. O segundo prédio abriga escritórios do corpo docente, laboratórios molhados e a maioria das salas de aula.
Estabelecido em 2007 por dois professores orientadores Ivonne Lamazares e Victor Calderin, Café Cultura  é a revista literária do Campus de Hialeah. Os membros do Café Cultura reúnem trabalhos de alunos de poesia, ficção e artes visuais, para citar alguns, e publicam o conteúdo. Este é um processo que dura um ano e novas edições são publicadas a cada semestre do outono. O Café Cultura recebeu o prêmio nacional do Círculo de Ouro da Columbia Scholastic Press Association  e recebeu outros reconhecimentos notáveis em nível estadual .
O Campus Hialeah também tem um programa de orientação acadêmica exclusivo para o campus denominado SCHOLARS (Centrado no Serviço, Oportunidades Holísticas para Aprendizagem, Realização, Retenção e Sucesso) . Os valores fundamentais do SCHOLARS são empatia, liderança, comunicação e trabalho em equipa. Este programa se concentra na experiência do aluno do primeiro ano, designando um mentor de colega que pode ajudar os alunos a navegar pela experiência da faculdade, ser voluntário em sua comunidade e se tornar agentes de mudança .

### Campus Oeste
O Campus Oeste foi inaugurado em março de 2006 para alunos que residem em Doral ou próximo a ela. O campus começou a construção de uma nova garagem de 5 andares em janeiro de 2012; em outubro do mesmo ano, a garagem desabou, este desabamento resultou na morte de 4 operários da construção. Em 2015, os empreiteiros e subempreiteiros envolvidos no projeto chegaram a um acordo com o Miami Dade College no valor de 33,5 milhões de dólares. Nesse outono, o West Campus colaborou com o Tesla Start, um programa feito para alunos que desejam iniciar uma carreira na Tesla como técnico de campo. Se aprovado, o aluno terá uma posição garantida como Técnico de Campo, desde que aceite no prazo de 30 dias após a conclusão.

### Centro Educacional Empresarial Carrie P. Meek
O Centro Educacional Empresarial Carrie P. Meek é um centro de divulgação fundado em 1989. Recebeu o nome da primeira mulher afro-americana no senado da Flórida, Carrie P. Meek. O Programa de Bolsas de Estudo da Fundação Carrie Meek apóia o campus do MDC Entrepreneurial Educational Center com base em Liberty City, Miami. Esta é uma instituição que visa oferecer aos jovens a melhor educação possível, principalmente em bairros pobres. Este campus oferece cursos de crédito universitário, mas se concentra em cursos sem crédito e programas vocacionais, seminários e workshops para treinar pessoas para o emprego.

## Acadêmicos
De aproximadamente 100.000 alunos, em média, quase 6.000 obtêm um diploma de bacharelato, diplomas técnicos, profissionalizantes, técnicos ou certificados de crédito universitário. Os alunos transferidos para Associate in Arts do Miami Dade College passam a ser transferidos principalmente para escolas dentro do Sistema de Universidades Estaduais da Flórida. Porém, alguns se transferem para instituições de fora do estado, principalmente por meio de acordos de articulação entre instituições. Como alunos do Miami Dade College, eles podem obter um grau de associado ou bacharelado em mais de 70 cursos de graduação, com a opção de também participar de cursos sem crédito. Os alunos também têm a oportunidade de se inscrever no programa de honras.
Embora os alunos recebam uma grande variedade de cursos, há atualmente uma lista dos três principais cursos no Miami Dade College, que incluem Artes Liberais, Humanidades, Enfermagem e Negócios. As Allied Health Professions e Computer Information Systems seguem essas especializações, classificando-as entre as cinco principais opções escolhidas pelos alunos.
Em 2010, as Escolas de Engenharia e Tecnologia do Miami Dade College, que desenvolvem alunos para pesquisadores, usaram uma bolsa de mais de um milhão de dólares da Fundação Nacional da Ciência para iniciar um laboratório de informática usado por alunos para que eles possam aplicar suas habilidades na resolução de problemas da vida real.
No outono de 2019, a faculdade implementou o programa Tesla START com o objetivo de ensinar os alunos a se tornarem técnicos em veículos elétricos.
No semestre de outono de 2019, o Miami Dade College implementou um curso de aprendizagem para os alunos ganharem um crédito universitário ou associado em ciências em segurança cibernética.
O programa Inside Out Prison Exchange que o MDC oferece, pretende reunir estudantes universitários e presidiários para um aprendizado de um semestre na Instituição Correcional de Everglades.
|                      | 2015/2016 | 2016/2017 | 2017/2018 | 2018/2019 |
| -------------------- | --------- | --------- | --------- | --------- |
| No estado            | $2.838    | $2.838    | $2.838    | $2.838    |
| Fora do Estado       | $9.661    | $9.661    | $9.661    | $9.661    |
| Livros e suprimentos | $1.500    | $1.600    | $1.600    | $1.500    |

No ano de graduação de 2016 no Miami Dade College, 13.351 diplomas foram concedidos entre programas de graduação e pós-graduação, com a maioria dos destinatários sendo hispânicos. Os diplomas foram atribuídos a 59,9% das mulheres e a uma percentagem de 40,1% dos homens.
Mensalidade e taxas pelo programa de crédito da faculdade $118,22 por hora de crédito para alunos residentes e $402,51 por hora de crédito para alunos não residentes. Taxa total por período (12 créditos): $1.558,68 para estudantes residentes e $6.431,64 para estudantes não residentes. Para concluir um grau AA é com um total de 60 créditos que é estimado em torno de $7.093,02 para estudante residente e $24.156,06 para estudante não residente.

### Inscrição
|                         | Alunos | Flórida | Censo dos EUA |
| ----------------------- | ------ | ------- | ------------- |
| afro-americano          | 16,4%  | 16,9%   | 13,4%         |
| asiático americano      | 1,2%   | 2,9%    | 5,8%          |
| Americano europeu       | 6,6%   | 54,1%   | 60,7%         |
| Hispano-americana       | 72,1%  | 25,6%   | 18,1%         |
| Multirracial americano  | 0,6%   | 2,1%    | 2,7%          |
| Americano nativo        | 0,1%   | 0,5%    | 1,3%          |
| Estudante internacional | 2,1%   | N / D   | N / D         |

- School for Advanced Studies (SAS): Uma oportunidade limitada de admissão para alunos das escolas públicas de Miami-Dade. As aulas do ensino médio são ministradas em Kendall, Hialeah, Wolfson e North Campus, juntamente com os cursos regulares de crédito da faculdade, e os alunos escolhem três aulas da faculdade por semestre para substituir as disciplinas eletivas tradicionais do ensino médio. Os livros e as mensalidades da faculdade são pagos pelo condado e não há custo para os alunos. O serviço de autocarro também é fornecido em todo o condado para as escolas. O objetivo é permitir que os alunos obtenham o grau de Associado em Artes e Associado em Ciências ao mesmo tempo que obtêm o diploma do ensino médio. SAS é a 15ª melhor escola de segundo grau do país e é repetidamente uma das escolas de segundo grau mais bem classificadas.[51] O MDC também tem uma faculdade virtual, onde um diploma pode ser obtido totalmente pela internet.
- Matrícula dupla : a faculdade oferece matrícula dupla para alunos que estão atualmente cursando uma escola secundária pública, escola particular ou em casa do condado de Miami-Dade. A dupla inscrição permite que os alunos se inscrevam em um curso universitário. Os créditos obtidos serão usados tanto para a formatura do ensino médio quanto para o diploma de associado ou bacharelado na faculdade Miami Date.[52]
- Miami Dade Honors College: a partir de maio de 2019, o Miami Dade College decidiu se associar à Universidade de Miami para oferecer mais oportunidades de inscrição para os alunos. Eles agora têm um acordo de 10 anos, "Esta parceria garante que os alunos do MDC continuem a ter acesso a educação superior de qualidade e acessível",[53] disse o vice-presidente executivo e reitor Dr. Lenore Rodicio do MDC. Este acordo garantirá aos alunos do Miami Dade Honors College a aceitação e o apoio financeiro baseado no mérito da Universidade de Miami, caso atendam aos requisitos de transferência. Este contrato de 10 anos vigorará até 31 de maio de 2028. As inscrições para o semestre de outono serão limitadas a 300 alunos MDC. As inscrições para o semestre da primavera serão limitadas a 150 transferências MDC.

### Matrícula total (todos graduação)
| Idade do estudante de graduação | Percentagem | Residência de Estudantes de Graduação | Percentagem |
| ------------------------------- | ----------- | ------------------------------------- | ----------- |
| 24 e menos                      | 72%         | No estado                             | 98%         |
| 25 e mais velhos                | 28%         | Fora do Estado                        | 1%          |
| Idade Desconhecida              | 0%          | Países estrangeiros                   | 1%          |

MDC oferece muitas bolsas de estudo e ajuda financeira. No âmbito da ajuda financeira, temos Pell Grants, Student Loans. O preço líquido anual médio relatado para o Miami Dade College para alunos que receberam bolsas ou auxílio-bolsa foi de US $7.062 em 2017/2018.
| Tipo de Ajuda                    | Média / Aluna | Aluno Recebendo |
| -------------------------------- | ------------- | --------------- |
| Auxílio de subvenção anual total | $5.174        | 81%             |
| Pell Grant                       | $4.917        | 69%             |
| Federal Student Loan             | $5.750        | 3%              |

| Tipo de concessão             | Quantidade de ajuda concedida |
| ----------------------------- | ----------------------------- |
| Subvenções federais           | $36.660.504                   |
| Pell Grants                   | $131.992.187                  |
| Subsídios Institucionais      | $4.233.250                    |
| Concessões estaduais / locais | $1.415.779                    |

## Atletismo
O Miami Dade College compete em cinco esportes: basquetebol masculino, beisebol masculino, basquetebol feminino, softbol feminino e vôleibol feminino. No total, são 85 atletas estudantes, sendo 38 homens e 47 mulheres.
O programa da equipe de beisebol de Miami Dade começou em 1962. Embora, na época, o campus Kendall, o campus North e o campus Wolfson tivessem suas próprias equipes de campo individuais. No entanto, quando a escola mudou de uma faculdade comunitária para uma faculdade de quatro anos, eles se uniram para formar uma equipa de beisebol.
As equipes atléticas da faculdade de Miami Dade conquistaram 35 títulos nacionais da NJCAA, 15 em esportes femininos.
As equipes atléticas da escola competiram na Conferência Sul da Associação de Atividades do Florida State College, um órgão da National Junior College Athletic Association Region 8. Devido aos as suas jogadores e boa classificação, o Miami Dade College foi uma "parada imperdível" para os olheiros da MLB.

## Artes e Cultura

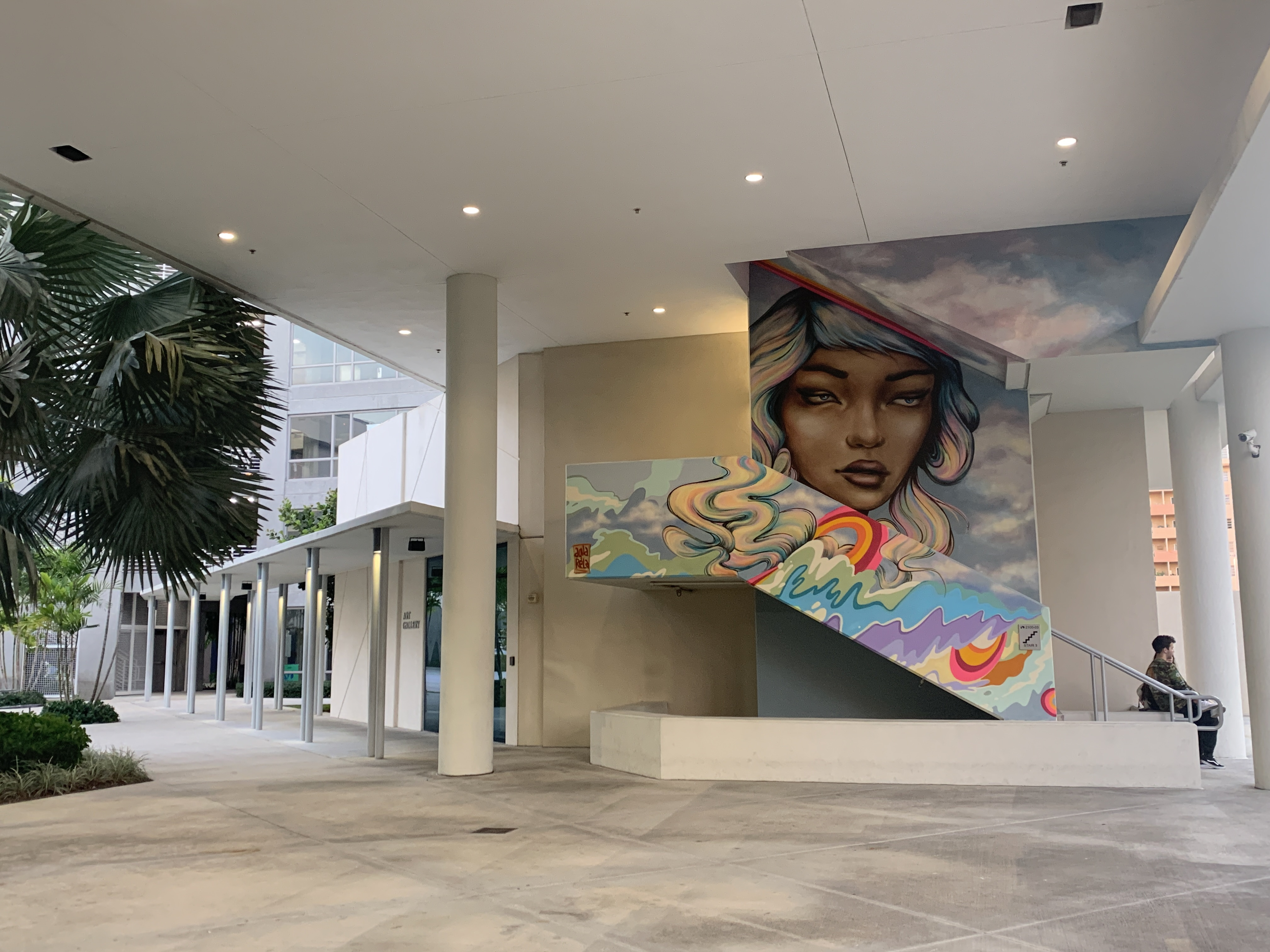
Escadas que levam ao outro lado do edifício principal no campus de Hialeah

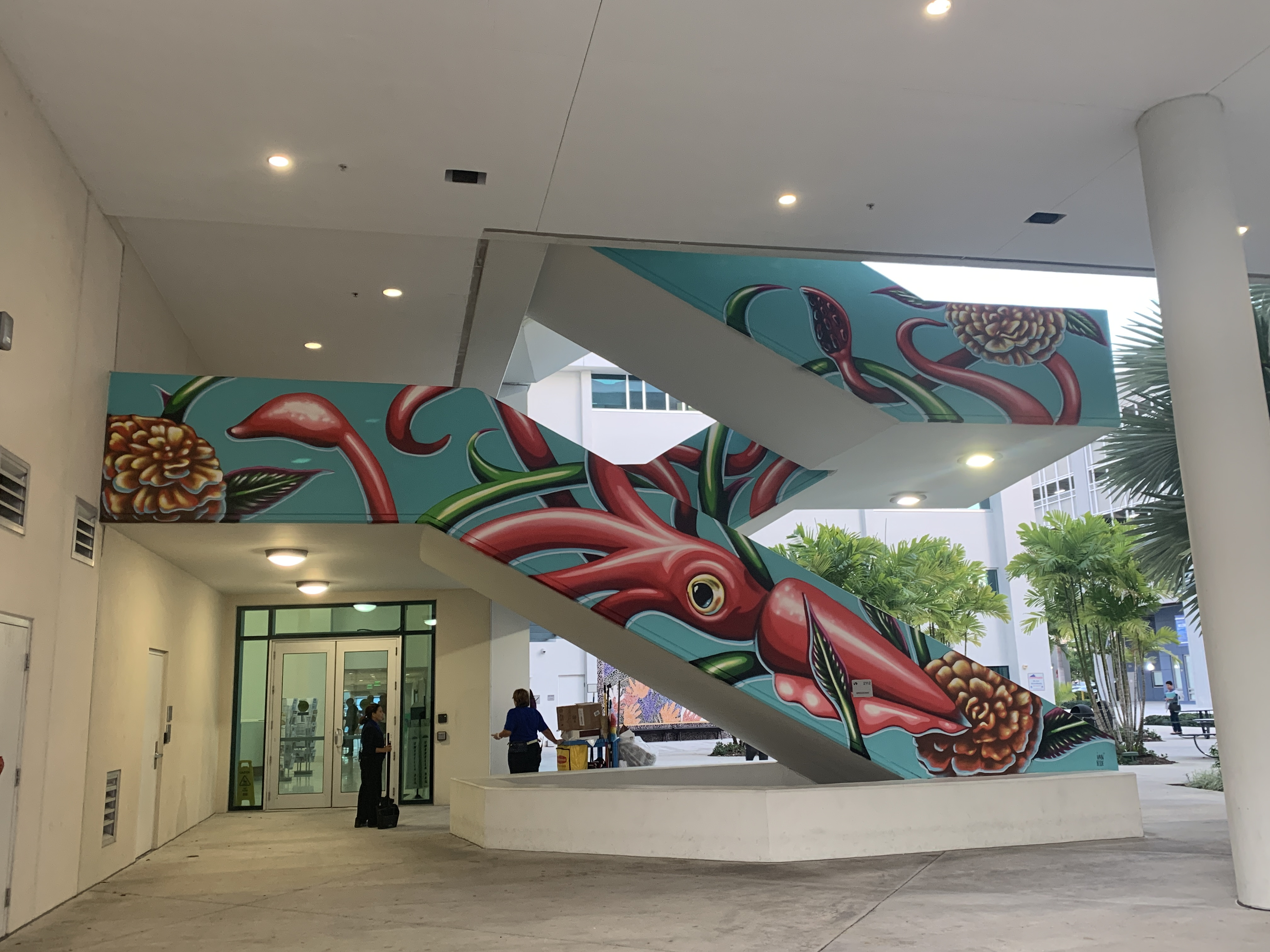
Conexões do mural da escada externa dos três andares do prédio principal no campus de Hialeah

O Miami Dade College coleciona arte nas suas campus individuais desde 1960. Ao longo dos anos, a coleção cresceu para mais de 1.600 obras em todos os meios e gêneros, incluindo pintura, escultura, trabalhos em papel, fotografia, vídeo, filme, instalação e escultura pública. MDC Hialeah Campus abriu uma Galeria de Arte no final de 2018 em Hialeah, Flórida. Os programas culturais e artísticos do campus de Hialeah do MDC são parcialmente financiados pela Fundação John S. e James L. Knight.

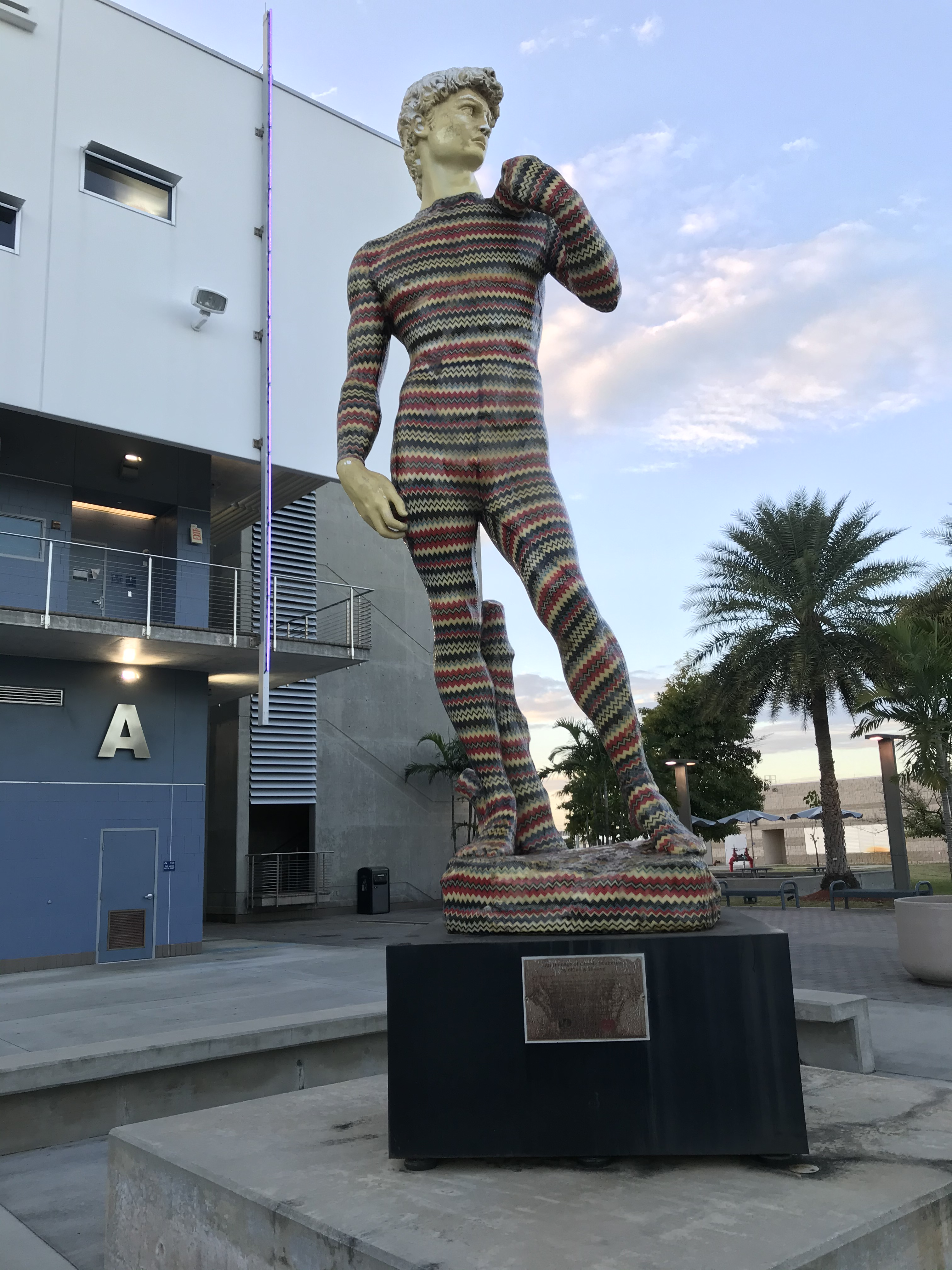
Representação moderna de David por dEmo Missoni localizada no MDC North Campus

A faculdade tem uma "Exposição Anual de Artistas Emergentes" que permite que os alunos exibam a sua arte no museu "Arte + Design". O Miami Dade College também tem um, que permite que os alunos se apresentem no palco e inspirem outros através de suas apresentações artísticas; ambos estão abertos à comunidade. Aliás, o campus do MDC Norte abriga uma prestigiosa coleção de esculturas produzidas por renomados artistas como Alfredo Halegna, Rafael Consuegra, William King e Mario Felipe Almaguer.
Anualmente, desde 1964, o Miami Dade College concede a bolsa de estudos de arte Francis Wolfson. Mais de 200 alunos do Miami Dade College e de seu centro de extensão, a New School of the Arts, receberam esta bolsa. Os vencedores em 2018 receberam US$ 1.500 cada.

## Ex-alunos notáveis

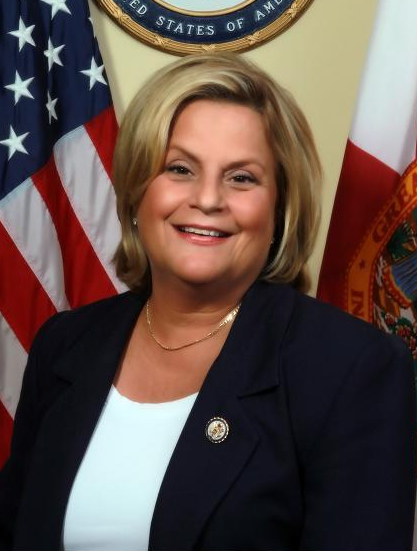
Ileana Ros-LehtinenEx-Representante dos EUA
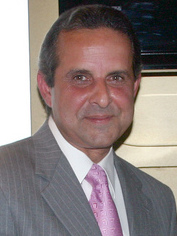
Manuel "Manny" Alberto Diaz  Prefeito de Miami 2001-2009
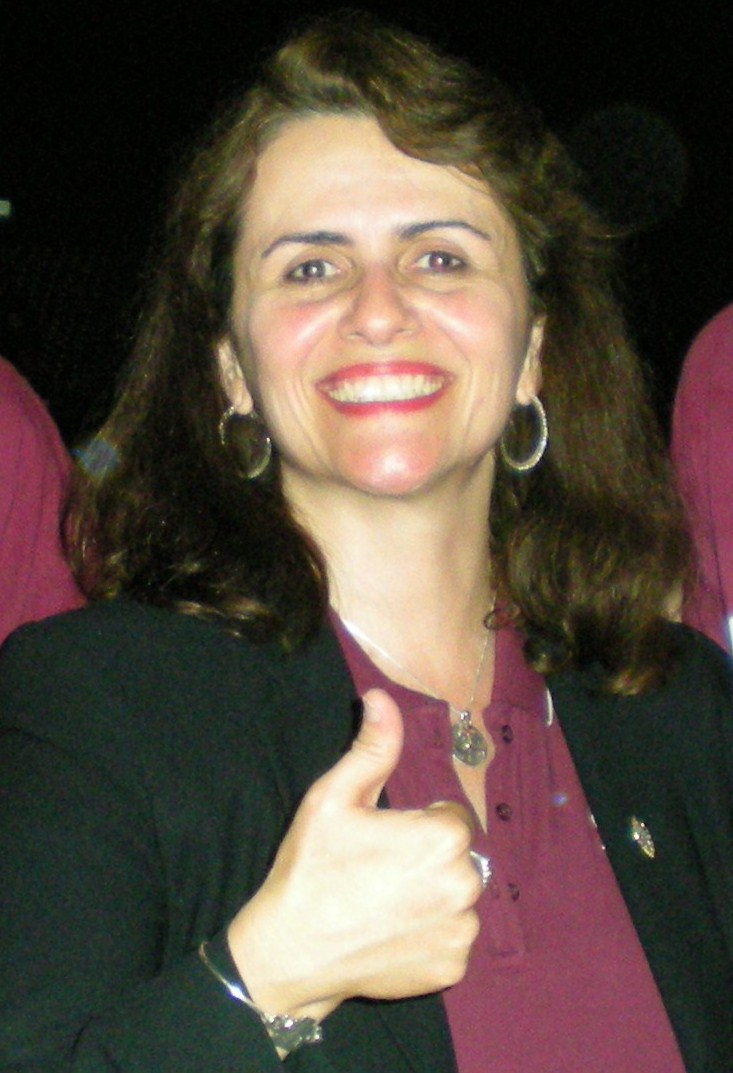
Elsa Murano  Presidente da Texas A&M University
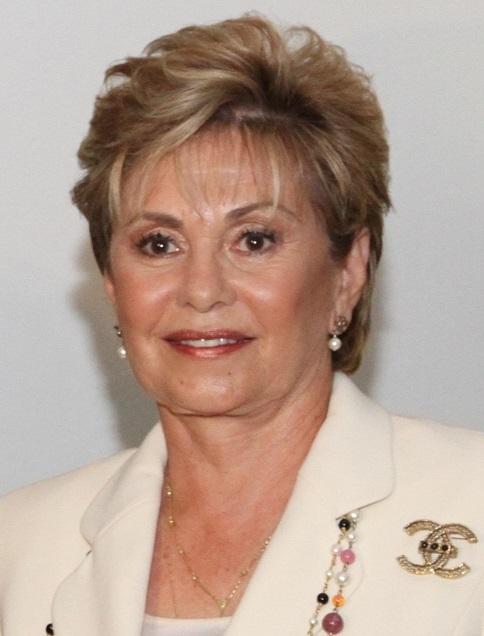
Mireya Moscoso  Presidente do Panamá de 1999 a 2004. Primeira presidente mulher
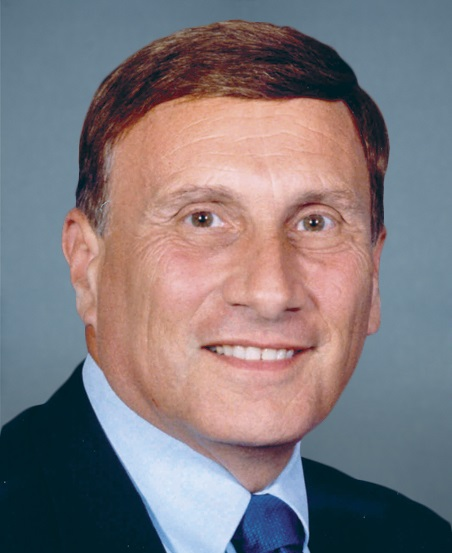
John Mica
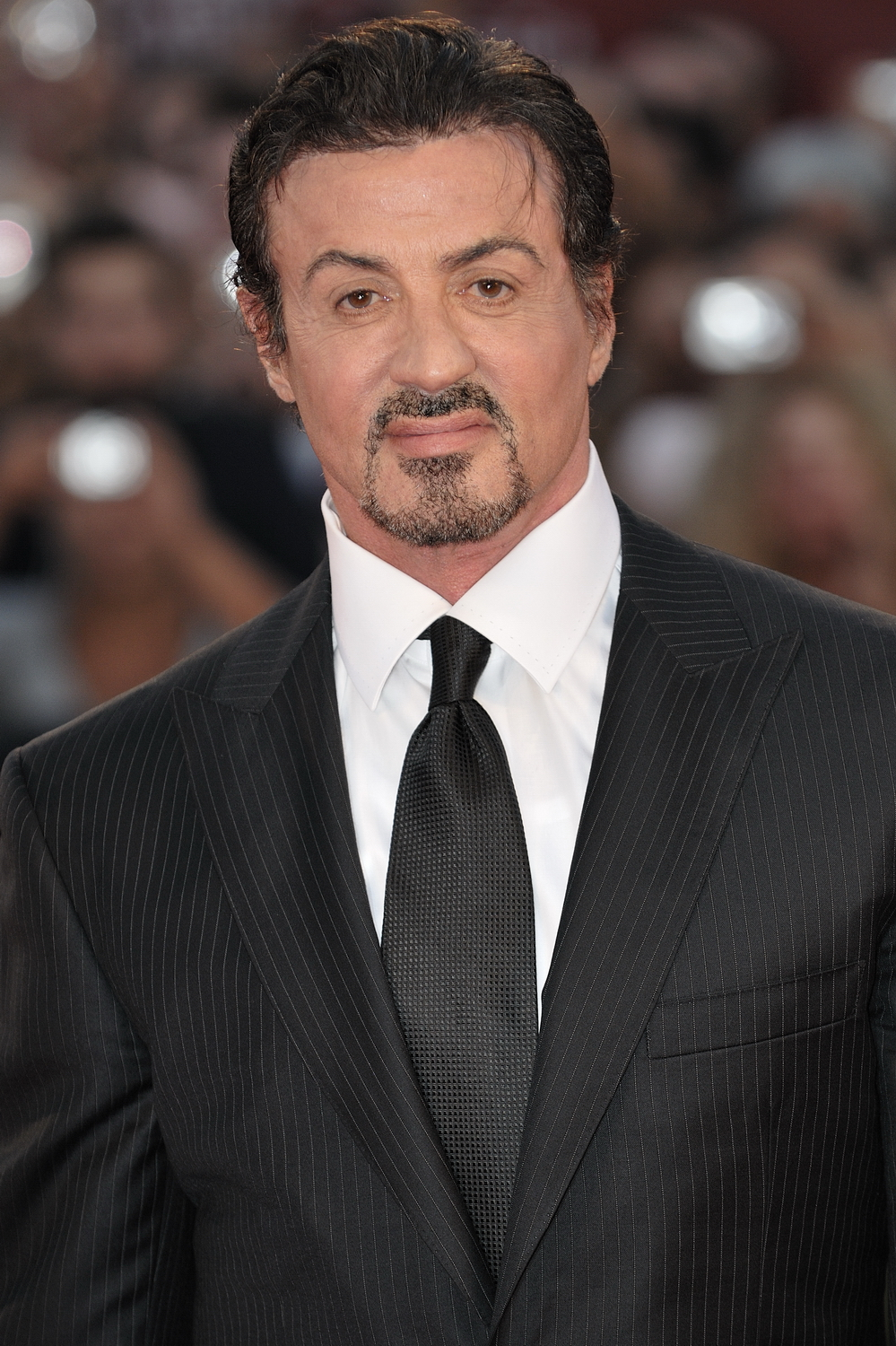
Sylvester Stallone Ator americano
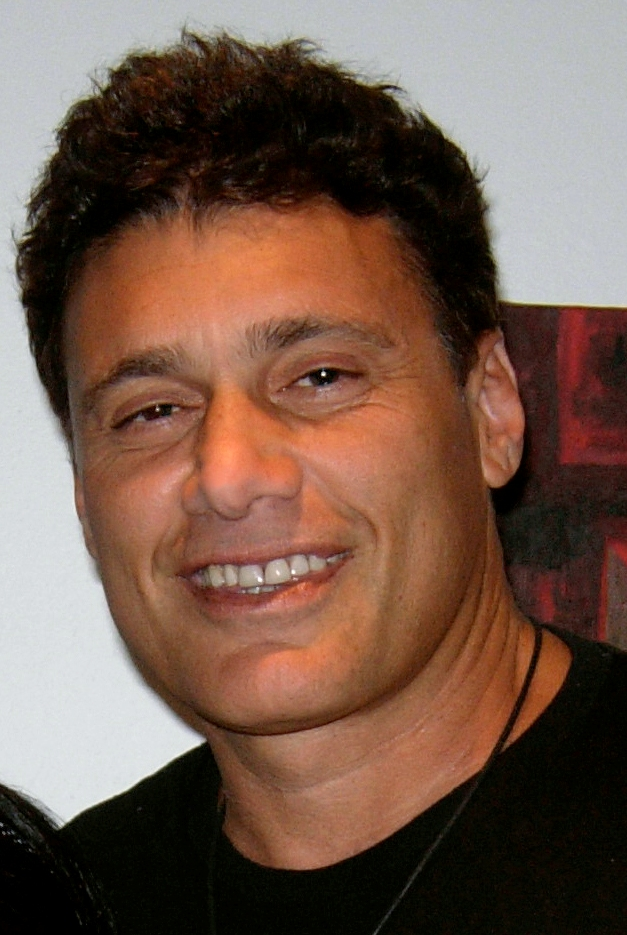
Steven Bauer Ator Americano-Cubano
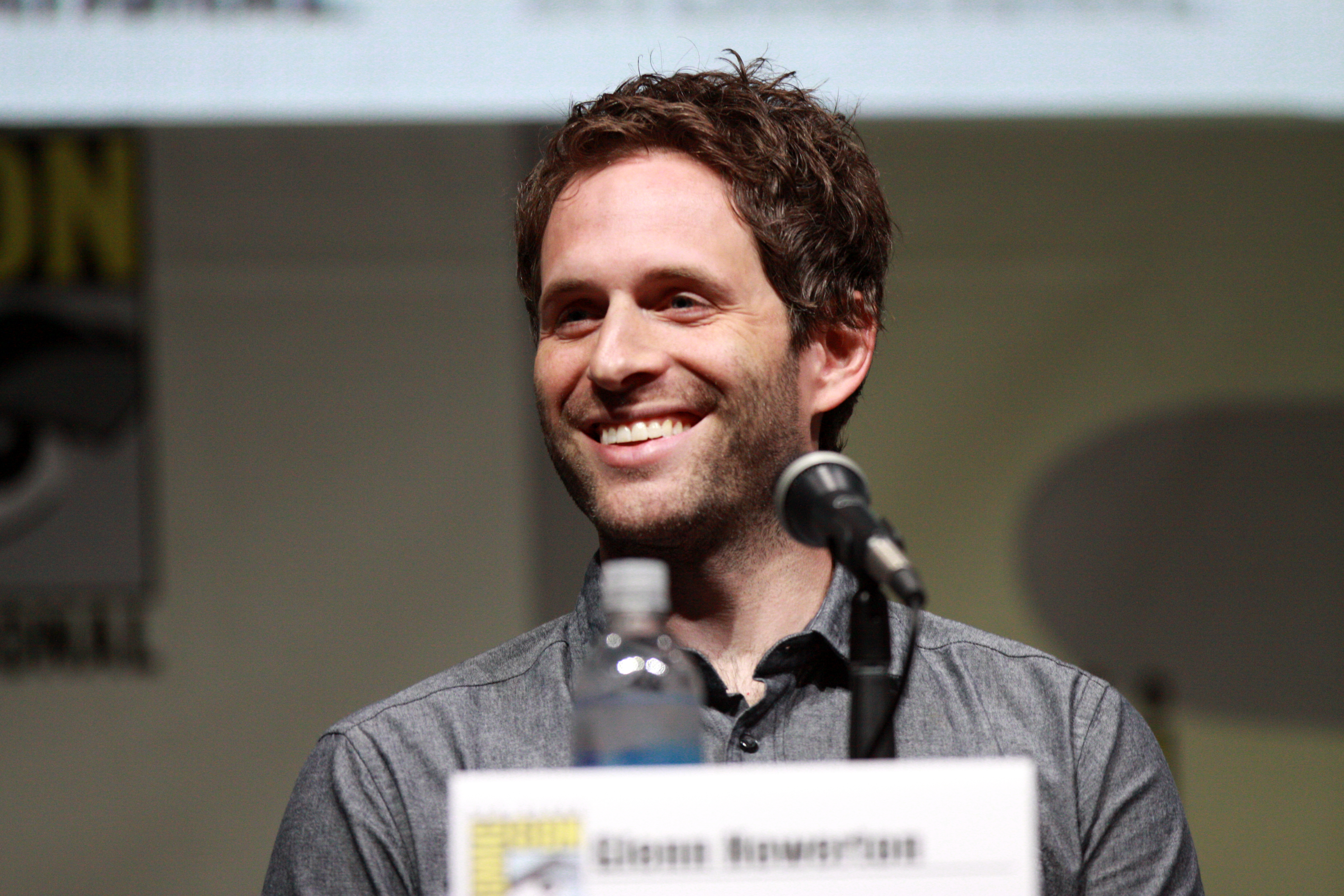
Glenn Howerton Ator americano
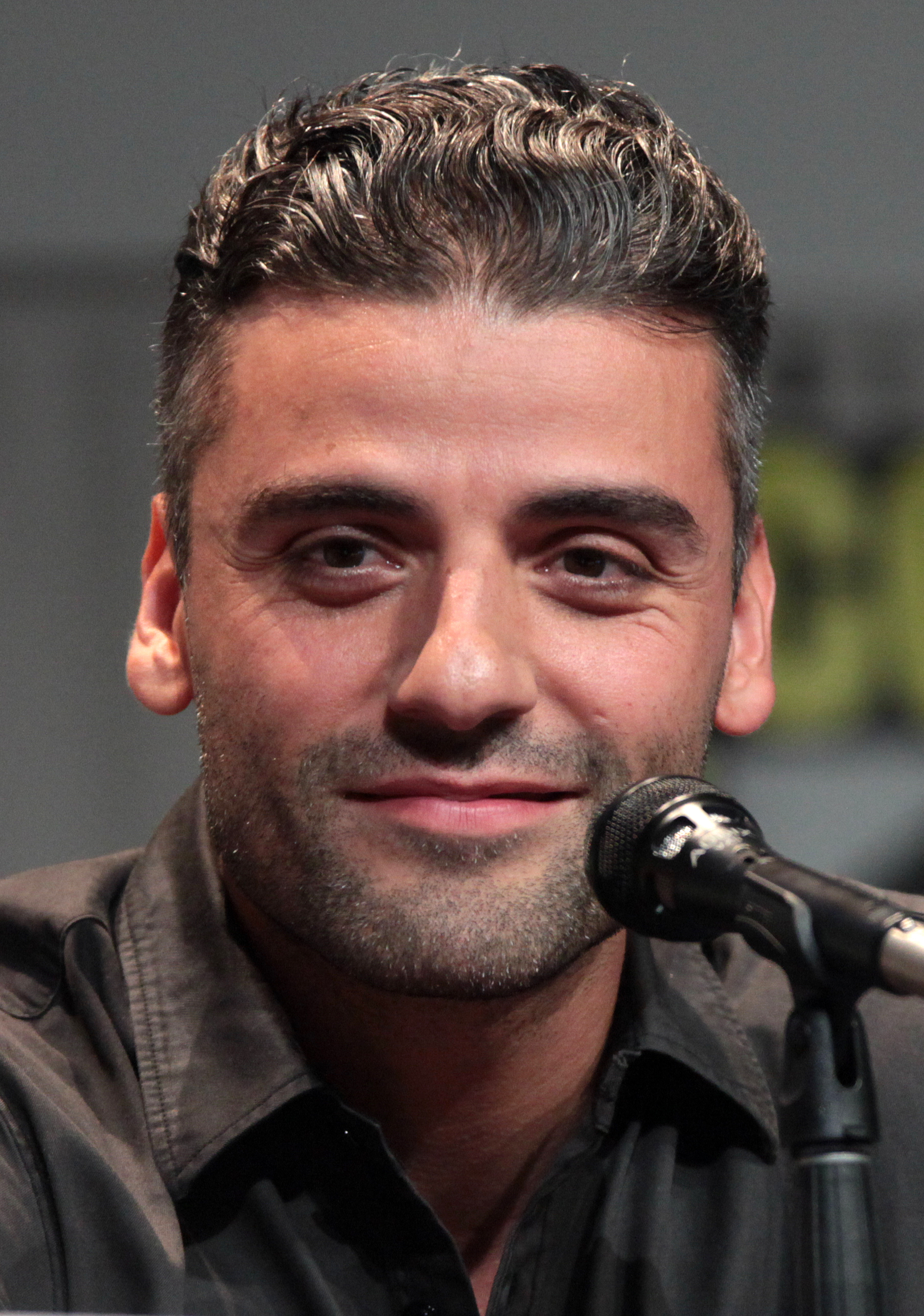
Oscar Isaac Ator e cantor americano
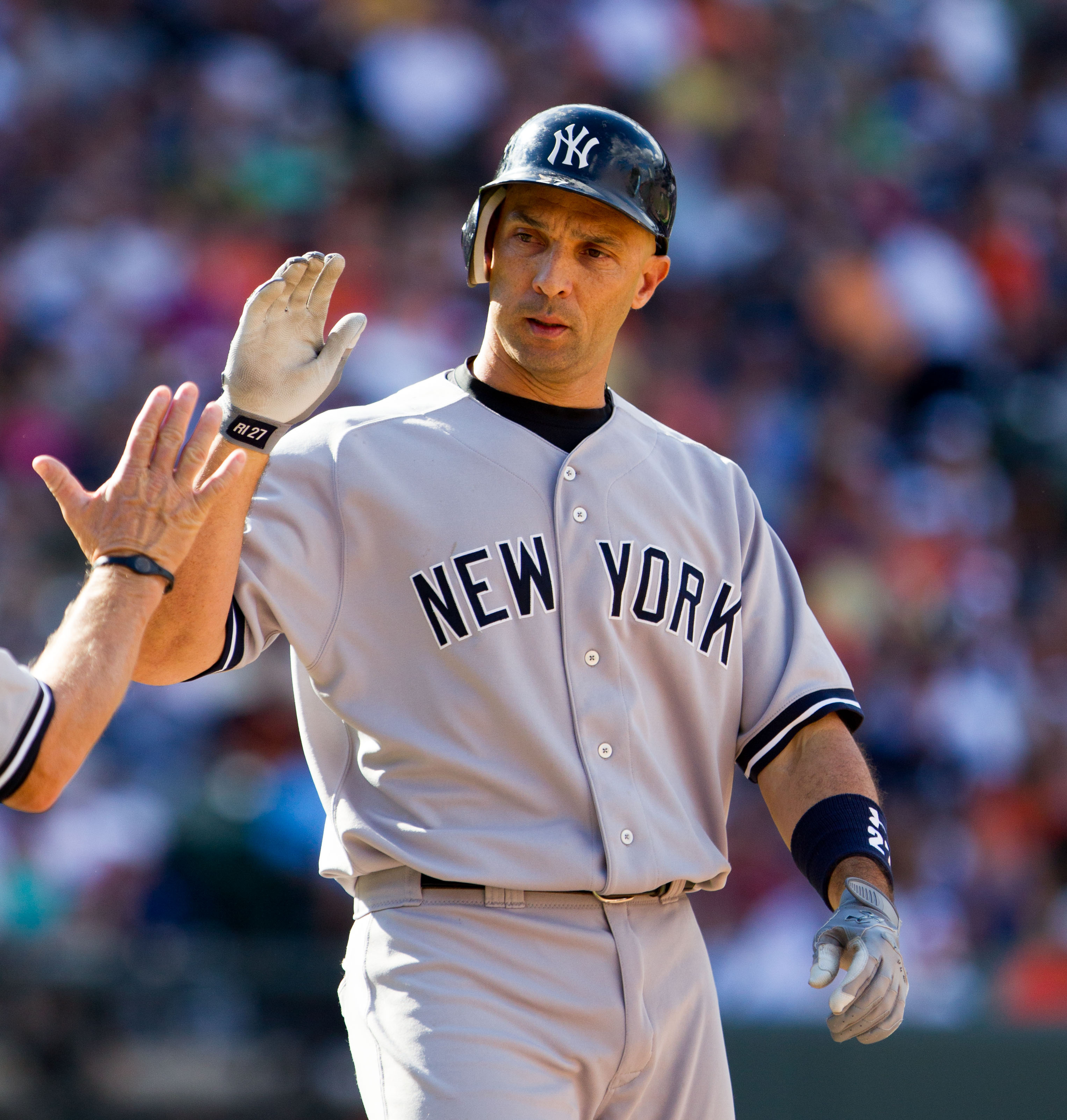
Raúl Ibañez Jogador de beisebol profissional americano
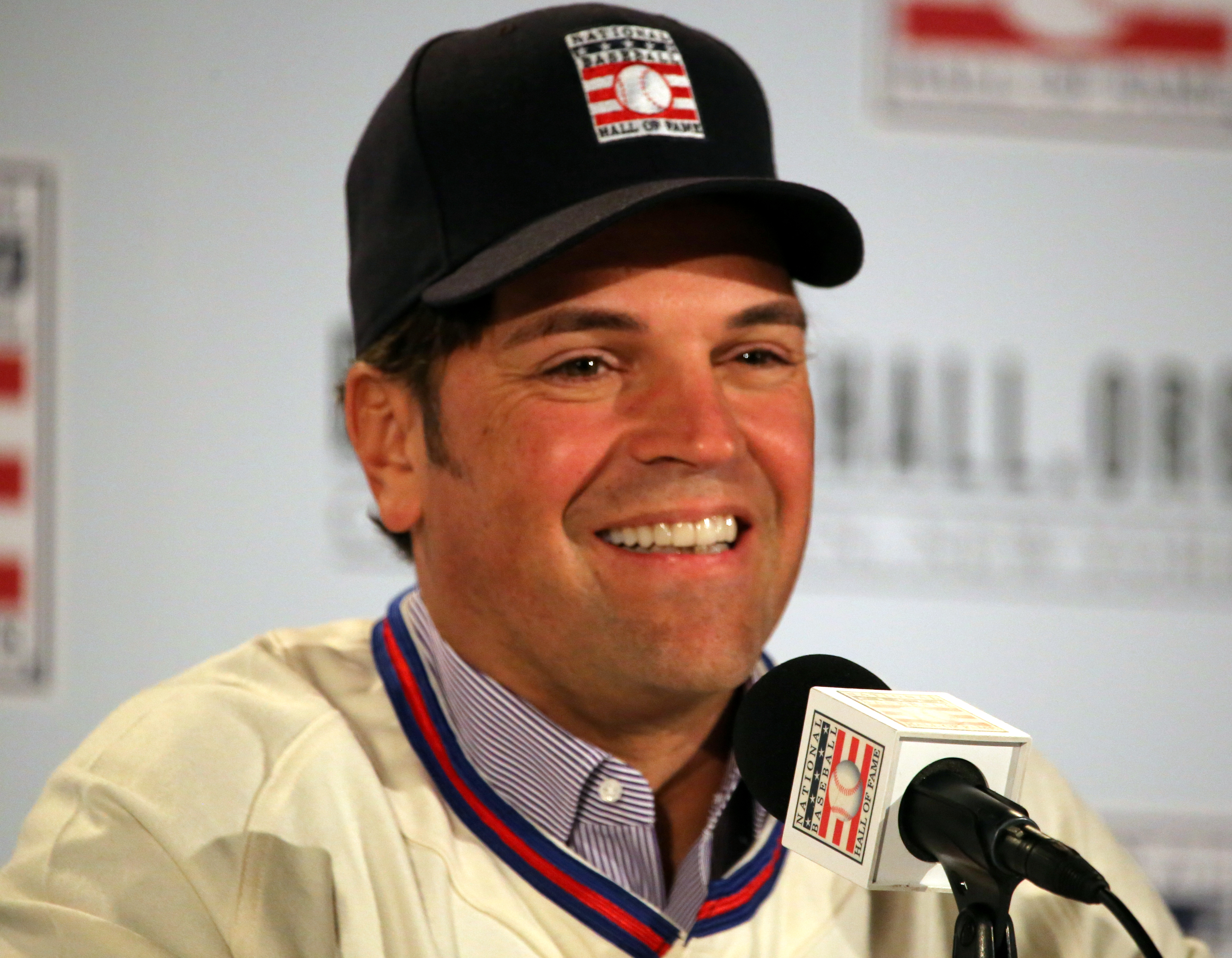
Mike Piazza Ex-jogador de beisebol profissional americano
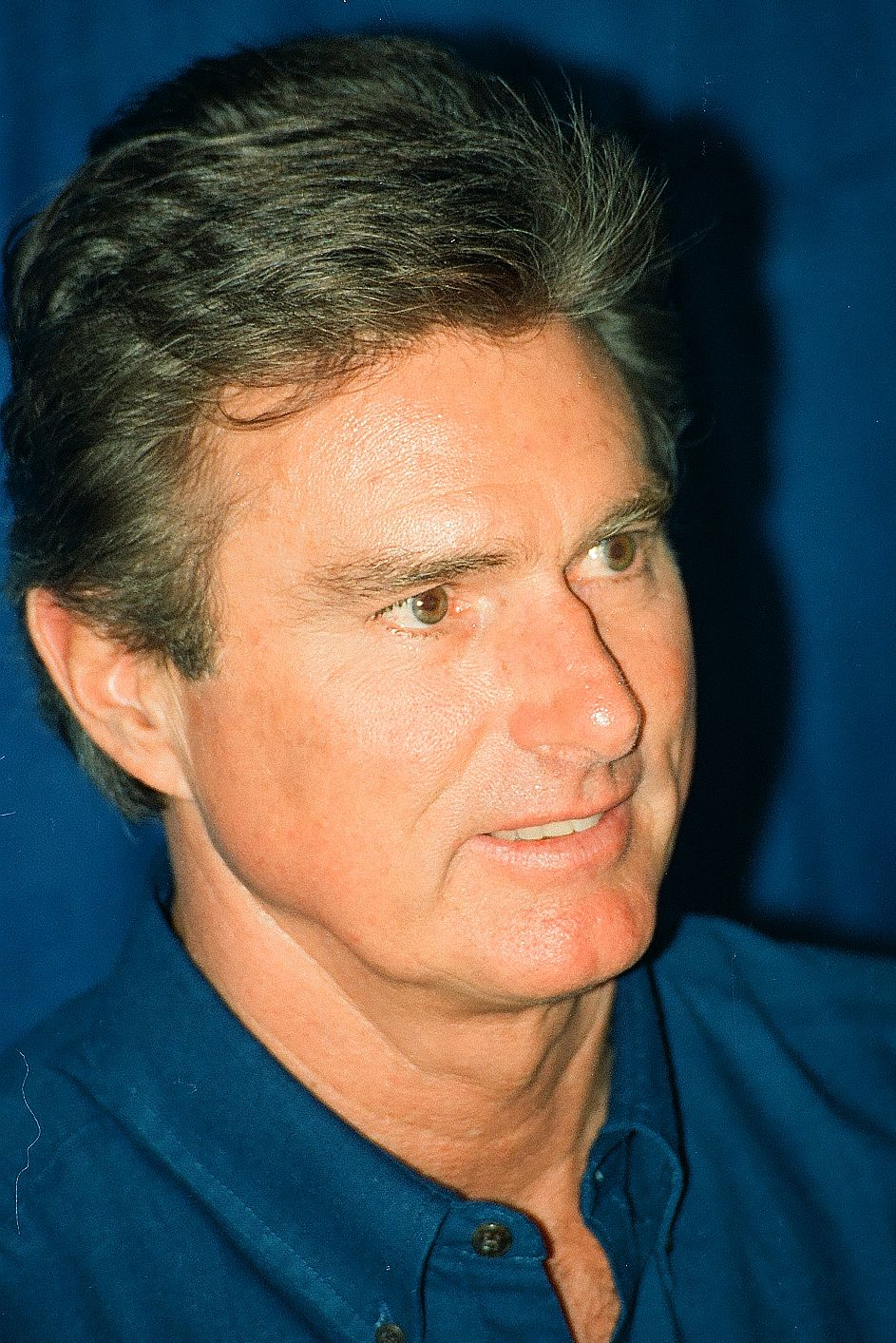
Steve Carlton Ex-jogador de beisebol profissional americano
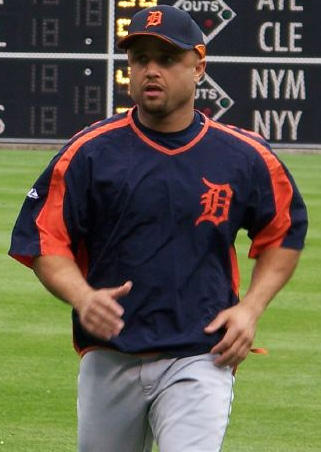
Plácido Polanco jogador de beisebol profissional americano-dominicano
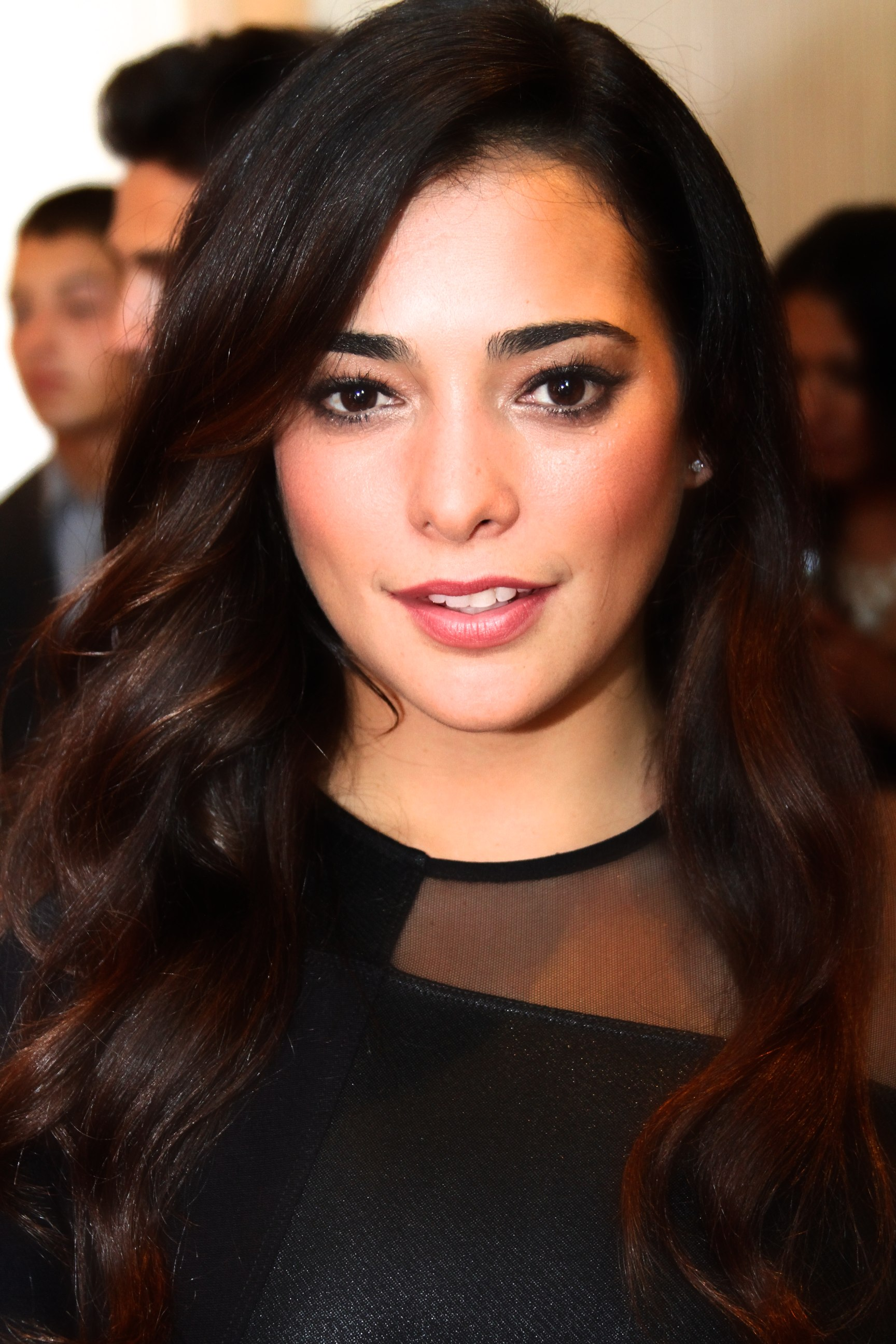
Natalie Martinez atriz e modelo americana
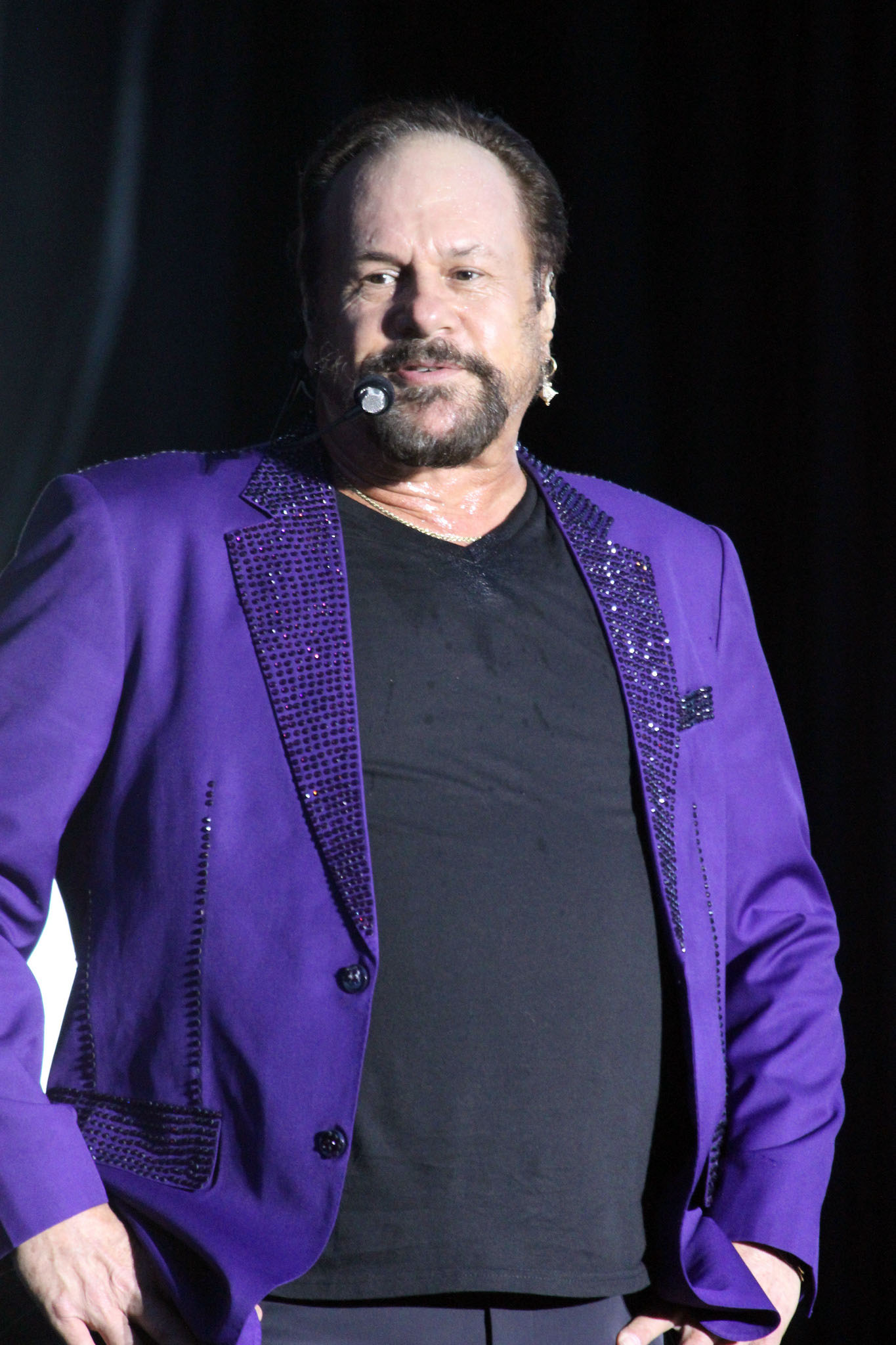
Harry Wayne Casey Músico Americano